# Monoicomyces similis
Monoicomyces similis är en svampart som tillhör divisionen sporsäcksvampar, och som beskrevs av Roland Thaxter. Monoicomyces similis ingår i släktet Monoicomyces, och familjen Laboulbeniaceae. Arten är reproducerande i Sverige.